# W. E. Lawrence
W. E. Lawrence, né le 22 août 1896 à Brooklyn, et mort le 28 novembre 1947  à Hollywood, est un acteur américain du cinéma muet. Il apparaît dans 120 films entre 1912 et 1947. Parfois crédité L. W. Lawrence, William A. Lawrence, William E. Lawrence ou William Lawrence.

## Filmographie partielle
- 1912 : The Painted Lady de D. W. Griffith : le garçon au chien
- 1914 : The Battle of the Sexes
- 1914 : The Folly of Anne
- 1914 : The Sisters
- 1915 : The Slave Girl
- 1915 : The Outlaw's Revenge de Christy Cabanne : un officier
- 1915 : Above Par :  Dick Carson
- 1916 : Pathways of Life
- 1916 : Flirting with Fate de Christy Cabanne
- 1916 : Daphne and the Pirate
- 1916 : The Flying Torpedo de John B. O'Brien : William Haverman
- 1916 : Les Vieux (The Old Folks at Home) de Chester Withey : Stanley
- 1917 : La Petite Princesse (The Little Princess) de Marshall Neilan : Ali-Baba
- 1918 : Le Rossignol japonais (A Japanese Nightingale) de George Fitzmaurice
- 1920 : Voleurs de femmes (Bride 13) de Richard Stanton : Lt. Morgan
- 1921 : Morals de William Desmond Taylor : Sebastian Pasquale
- 1921 : The Kiss de Jack Conway : Andre Baldarama
- 1922 : L'Enfant sacrifiée (Forget Me Not) de W. S. Van Dyke : rôle indéterminé
- 1922 : A Front Page Story de Jess Robbins : Don Coates
- 1922 : The Love Gambler de Joseph Franz
- 1922 : Arènes sanglantes (Blood and Sand) de Fred Niblo : Fuentes
- 1923 : Blinky
- 1923 : Cameo Kirby de John Ford : Tom Randall
- 1923 : The Thrill Chaser
- 1926 : Docteur Frakass (Hard Boiled) de John G. Blystone
- 1936 : Empty Saddles de Lesley Selander : Cull Cole